# James Douglas (Boxer)
James „Buster“ Douglas (* 7. April 1960 in Columbus, Ohio) ist ein ehemaliger US-amerikanischer Boxer und unumstrittener Schwergewichts-Boxweltmeister.

## Profikarriere
Douglas wurde 1981 professioneller Boxer. Bereits in der Aufbauphase verlor er einige Kämpfe, da er oft in sehr schlechter Form antrat. 1985 unterlag er Jesse Ferguson, gewann aber den nächsten Kampf gegen Greg Page, der erst kurz zuvor seinen WBA-Titel verloren hatte. Am 30. Mai 1987 trat er gegen den IBF-Weltmeister Tony Tucker an und verlor durch technischen K. O. in der zehnten Runde. Im Jahr 1989 konnte er Trevor Berbick und Oliver McCall jeweils nach Punkten schlagen und sich damit für einen neuen Titelkampf empfehlen.
Am 10. Februar 1990 besiegte Douglas im Tokyo Dome in Tokio den mit Odds von 42:1 favorisierten, bisher ungeschlagenen Titelverteidiger Mike Tyson durch K. o. in der zehnten Runde und wurde Weltmeister im Schwergewicht. Er versetzte damit der glorreichen Karriere von Mike Tyson, der bis zu diesem Kampf unbesiegt gewesen war, einen herben Rückschlag. In einem Interview nach dem Kampf gab Douglas an, dass er das scheinbar Unmögliche für seine zwei Wochen vor dem Kampf verstorbene Mutter getan habe, und widmete ihr seinen Sieg.
Neuneinhalb Monate später verlor Douglas den Titel in seiner ersten Titelverteidigung an Evander Holyfield, als er deutlich übergewichtig im WM-Kampf in der dritten Runde k. o. ging. Douglas konnte nie mehr an die Leistung aus dem Kampf gegen Tyson anknüpfen. Ein Comebackversuch scheiterte nach anfänglichen Erfolgen nach einer Niederlage im Kampf gegen Lou Savarese in der ersten Runde. 